# Flora Volpelière
Flora Volpelière ist eine französische Filmeditorin.

## Leben
Flora Volpelière kam um 1999 zum französischen Filmkollektiv Kourtrajmé, wo sie vor allem mit Kim Chapiron zusammenarbeitete und dessen Filme schnitt. Volpelière wurde nicht an einer Filmhochschule angenommen und absolvierte stattdessen eine Ausbildung zur Monteuse. Unter anderem war sie als Auszubildende an den Filmen Quelques jours en septembre und Big City beteiligt. Editor Benjamin Weill stellte sie um 2009 als seine Schnittassistentin ein. Nachdem sie in zahlreichen Kurzfilmen für den Schnitt verantwortlich war, gab sie in Weills Regiedebüt West Coast 2016 auch ihr Debüt als Editorin eines Langfilms. Es folgten Schnittaufträge für Fernsehserien und Kurzfilme sowie die Langfilme La vie de château und Les Tuche 3.
Volpelière arbeitete mehrfach mit Regisseur Ladj Ly, Mitglied von Kourtrajmé, zusammen, so schnitt sie seinen Kurzfilm Les misérables, der 2017 erschien. Auch am auf dem Kurzfilm basierenden Langfilm Die Wütenden – Les Misérables arbeitete Volpelière erneut als Editorin. Für Die Wütenden – Les Misérables gewann Volpelière 2019 in Cannes den Prix Vulcain de l’artiste technicien sowie 2020 einen César in der Kategorie Bester Schnitt. In ihrer César-Rede dankte sie neben Regisseur Ladj Ly auch Kim Chapiron und Benjamin Weill.

## Filmografie (Auswahl)
- 2009: À domicile (Kurzfilm)
- 2012: Hsu Ji (Kurzfilm)
- 2015: Ghettotube (Kurzfilm)
- 2016: West Coast
- 2017: Les misérables (Kurzfilm)
- 2017: La vie de château
- 2018: Les Tuche 3
- 2018: Plan Coeur – Der Liebesplan  (Plan Cœur) (TV-Serie, 8 Folgen)
- 2019: Die Wütenden – Les Misérables (Les misérables)
- 2020: Parents d’élèves
- 2021: Die Magnetischen (Les Magnétiques)
- 2022: Dark Glasses – Blinde Angst (Occhiali neri)
- 2023: Die Unerwünschten – Les Indésirables (Les Indésirables)
- 2025: Le Roi Soleil

## Auszeichnungen
- 2013: Nominierung Year End Award – Bester Schnitt, Asians On Film Festival, für Hsu Ji
- 2019: Internationale Filmfestspiele von Cannes – Prix Vulcain de l’artiste technicien, für Die Wütenden – Les Misérables
- 2020: César, Bester Schnitt, für Die Wütenden – Les Misérables